# Sebring 12-timmars

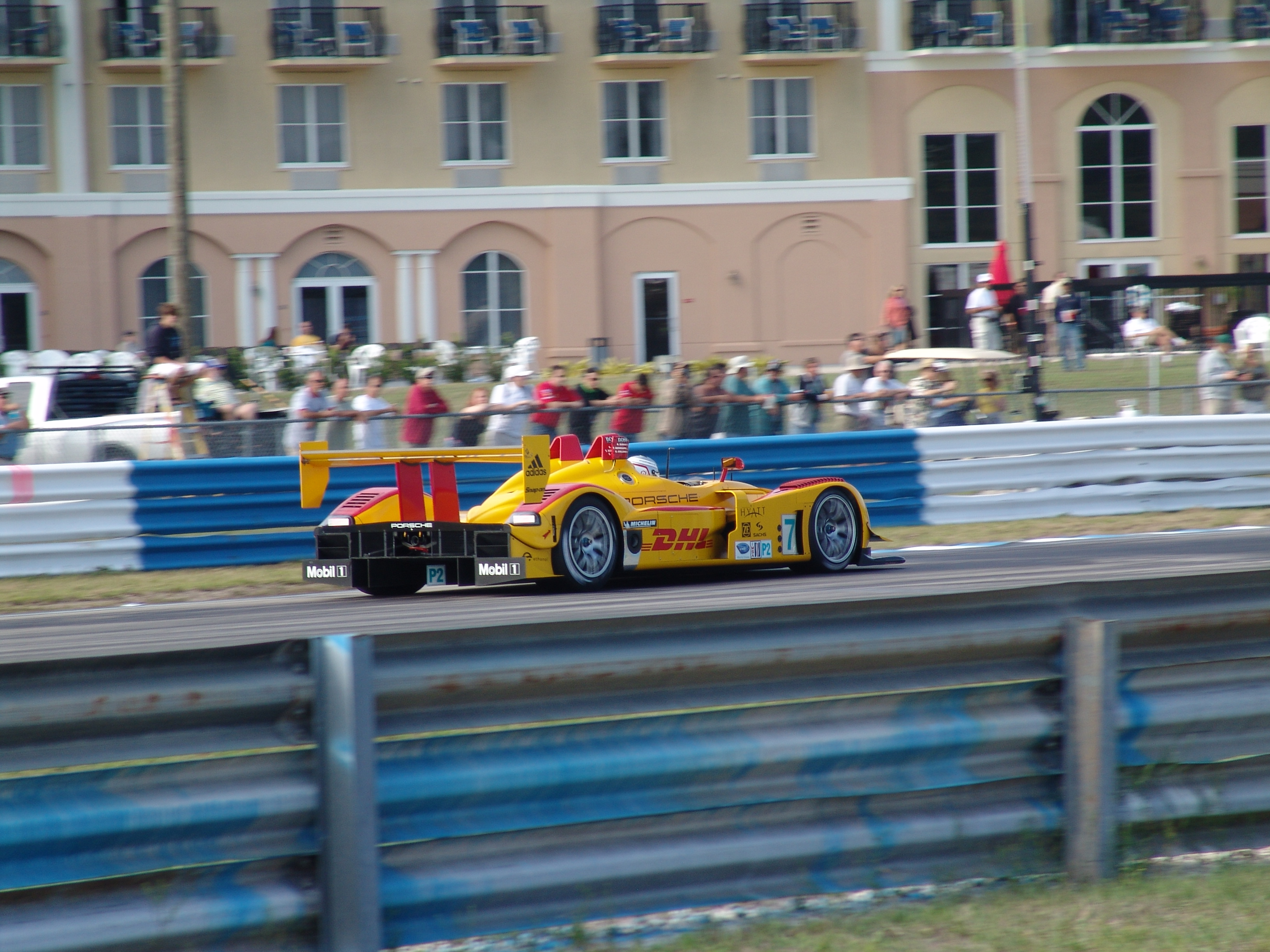
Porsche RS Spyder vid Sebring 12-timmars 2008.

Sebring 12-timmars är en långdistanstävling för sportvagnar som körs på Sebring International Raceway i Sebring, Florida. Loppet ingår i Weathertech Sportscar Championship

## Historia
Sebring International Raceway öppnades 1950 på ett gammalt flygfält. Den första tolvtimmarstävlingen hölls 1952 och den anses alltsedan dess vara ett av de främsta långdistansloppen inom amerikansk motorsport. Tävlingen betraktas som en utmärkt förberedelse inför Le Mans 24-timmars, eftersom banans ruggliga beläggning och hettan i södra Floridas utgör ett rejält test på bilens tillförlitlighet. 
Under åren 1953 till 1972 ingick tävlingen i sportvagns-VM, sedan drog FIA ner på tävlingarna utanför Europa i ett försök att minska kostnaderna. Därefter kom tävlingen att ingå i IMSA GT Championship.
Sedan 2014 ingår Sebring 12-timmars i Weathertech Sportscar Championship.

## Vinnare
| År   | Förare                                                  | Bil                            | Mästerskap                                               |
| ---- | ------------------------------------------------------- | ------------------------------ | -------------------------------------------------------- |
| 1952 | Harry Gray Larry Kulok                                  | Frazer-Nash Le Mans            | American Automobile Association                          |
| 1953 | Phil Walters John Fitch                                 | Cunningham C4R-Chrysler        | Sportvagns-VM                                            |
| 1954 | Stirling Moss Bill Lloyd                                | O.S.C.A. MT4                   | Sportvagns-VM                                            |
| 1955 | Mike Hawthorn Phil Walters                              | Jaguar D-Type                  | Sportvagns-VM                                            |
| 1956 | Juan Manuel Fangio Eugenio Castellotti                  | Ferrari 860 Monza              | Sportvagns-VM                                            |
| 1957 | Jean Behra Juan Manuel Fangio                           | Maserati 450S                  | Sportvagns-VM                                            |
| 1958 | Phil Hill Peter Collins                                 | Ferrari 250 TR58               | Sportvagns-VM                                            |
| 1959 | Dan Gurney Chuck Daigh                                  | Ferrari 250 TR59               | Sportvagns-VM                                            |
| 1960 | Hans Herrmann Olivier Gendebien                         | Porsche 718 RS                 | Sportvagns-VM                                            |
| 1961 | Phil Hill Olivier Gendebien                             | Ferrari 250 TRI/61             | Sportvagns-VM                                            |
| 1962 | Joakim Bonnier Lucien Bianchi                           | Ferrari 250 TRI/61             | Sportvagns-VM                                            |
| 1963 | John Surtees Ludovico Scarfiotti                        | Ferrari 250P                   | Sportvagns-VM                                            |
| 1964 | Mike Parkes Umberto Maglioli                            | Ferrari 275P                   | Sportvagns-VM                                            |
| 1965 | Jim Hall Hap Sharp                                      | Chaparral 2-Chevrolet          | Sportvagns-VM                                            |
| 1966 | Ken Miles Lloyd Ruby                                    | Ford X1 Roadster               | Sportvagns-VM                                            |
| 1967 | Bruce McLaren Mario Andretti                            | Ford GT40                      | Sportvagns-VM                                            |
| 1968 | Jo Siffert Hans Herrmann                                | Porsche 907                    | Sportvagns-VM                                            |
| 1969 | Jacky Ickx Jackie Oliver                                | Ford GT40                      | Sportvagns-VM                                            |
| 1970 | Ignazio Giunti Nino Vaccarella Mario Andretti           | Ferrari 512S                   | Sportvagns-VM                                            |
| 1971 | Vic Elford Gérard Larrousse                             | Porsche 917                    | Sportvagns-VM                                            |
| 1972 | Mario Andretti Jacky Ickx                               | Ferrari 312PB                  | Sportvagns-VM                                            |
| 1973 | Hurley Haywood Peter Gregg Dave Helmick                 | Porsche 911 Carrera RSR        | IMSA GT Championship                                     |
| 1974 | Ingen tävling                                           | Ingen tävling                  | Ingen tävling                                            |
| 1975 | Brian Redman Allan Moffat                               | BMW 3.0 CSL                    | IMSA GT Championship                                     |
| 1976 | Al Holbert Mike Keyser                                  | Porsche 911 Carrera RSR        | IMSA GT Championship                                     |
| 1977 | George Dyer Brad Frisselle                              | Porsche 911 Carrera RSR        | IMSA GT Championship                                     |
| 1978 | Brian Redman Charles Mendez Bob Garretson               | Porsche 935                    | IMSA GT Championship                                     |
| 1979 | Bob Akin Rob McFarlin Roy Woods                         | Porsche 935                    | IMSA GT Championship                                     |
| 1980 | John Fitzpatrick Dick Barbour                           | Porsche 935                    | IMSA GT Championship                                     |
| 1981 | Bruce Leven Hurley Haywood Al Holbert                   | Porsche 935                    | IMSA GT Championship Sportvagns-VM                       |
| 1982 | John Paul, Sr. John Paul, Jr.                           | Porsche 935                    | IMSA GT Championship                                     |
| 1983 | Wayne Baker Jim Mullen Kees Nierop                      | Porsche 934                    | IMSA GT Championship                                     |
| 1984 | Mauricio de Narvaez Hans Heyer Stefan Johansson         | Porsche 935                    | IMSA GT Championship                                     |
| 1985 | A. J. Foyt Bob Wollek                                   | Porsche 962                    | IMSA GT Championship                                     |
| 1986 | Hans-Joachim Stuck Jo Gartner Bob Akin                  | Porsche 962                    | IMSA GT Championship                                     |
| 1987 | Jochen Mass Bobby Rahal                                 | Porsche 962                    | IMSA GT Championship                                     |
| 1988 | Klaus Ludwig Hans-Joachim Stuck                         | Porsche 962                    | IMSA GT Championship                                     |
| 1989 | Geoff Brabham Chip Robinson Arie Luyendyk               | Nissan GTP ZX-Turbo            | IMSA GT Championship                                     |
| 1990 | Derek Daly Bob Earl                                     | Nissan GTP ZX-Turbo            | IMSA GT Championship                                     |
| 1991 | Derek Daly Geoff Brabham Gary Brabham                   | Nissan NPT-90                  | IMSA GT Championship                                     |
| 1992 | Juan Manuel Fangio II Andy Wallace                      | Eagle MkIII-Toyota             | IMSA GT Championship                                     |
| 1993 | Juan Manuel Fangio II Andy Wallace                      | Eagle MkIII-Toyota             | IMSA GT Championship                                     |
| 1994 | Steve Millen Johnny O'Connell John Morton               | Nissan 300ZX                   | IMSA GT Championship                                     |
| 1995 | Andy Evans Fermín Vélez Eric van de Poele               | Ferrari 333 SP                 | IMSA GT Championship                                     |
| 1996 | Wayne Taylor Jim Pace Eric van de Poele                 | Riley & Scott MkIII-Oldsmobile | IMSA GT Championship                                     |
| 1997 | Andy Evans Fermín Vélez Yannick Dalmas Stefan Johansson | Ferrari 333 SP                 | IMSA GT Championship                                     |
| 1998 | Didier Theys Gianpiero Moretti Mauro Baldi              | Ferrari 333 SP                 | IMSA GT Championship                                     |
| 1999 | Tom Kristensen JJ Lehto Jörg Müller                     | BMW V12 LMR                    | American Le Mans Series                                  |
| 2000 | Frank Biela Tom Kristensen Emanuele Pirro               | Audi R8                        | American Le Mans Series                                  |
| 2001 | Rinaldo Capello Michele Alboreto Laurent Aïello         | Audi R8                        | American Le Mans Series European Le Mans Series          |
| 2002 | Rinaldo Capello Christian Pescatori Johnny Herbert      | Audi R8                        | American Le Mans Series                                  |
| 2003 | Frank Biela Marco Werner Philipp Peter                  | Audi R8                        | American Le Mans Series                                  |
| 2004 | Allan McNish Frank Biela Pierre Kaffer                  | Audi R8                        | American Le Mans Series                                  |
| 2005 | JJ Lehto Marco Werner Tom Kristensen                    | Audi R8                        | American Le Mans Series                                  |
| 2006 | Tom Kristensen Allan McNish Rinaldo Capello             | Audi R10 TDI (Diesel)          | American Le Mans Series                                  |
| 2007 | Frank Biela Emanuele Pirro Marco Werner                 | Audi R10 TDI (Diesel)          | American Le Mans Series                                  |
| 2008 | Timo Bernhard Romain Dumas Emmanuel Collard             | Porsche RS Spyder              | American Le Mans Series                                  |
| 2009 | Tom Kristensen Allan McNish Rinaldo Capello             | Audi R15 TDI (Diesel)          | American Le Mans Series                                  |
| 2010 | Marc Gené Alexander Wurz Anthony Davidson               | Peugeot 908 HDi FAP (Diesel)   | American Le Mans Series                                  |
| 2011 | Nicolas Lapierre Loïc Duval Olivier Panis               | Peugeot 908 HDi FAP (Diesel)   | American Le Mans Series Intercontinental Le Mans Cup     |
| 2012 | Tom Kristensen Allan McNish Rinaldo Capello             | Audi R18 TDI (Diesel)          | American Le Mans Series FIA World Endurance Championship |
| 2013 | Marcel Fässler Benoît Tréluyer Oliver Jarvis            | Audi R18 e-tron quattro        | American Le Mans Series                                  |
| 2014 | Marino Franchitti Scott Pruett Memo Rojas               | Riley-Ford                     | United Sportscar Championship                            |
| 2015 | João Barbosa Christian Fittipaldi Sébastien Bourdais    | Chevrolet Corvette DP          | United Sportscar Championship                            |
| 2016 | Ed Brown Johannes van Overbeek Scott Sharp Pipo Derani  | Ligier JS P2-HPD               | Weathertech Sportscar Championship                       |
| 2017 | Alex Lynn Jordan Taylor Ricky Taylor                    | Dallara-Cadillac DPi-V.R       | Weathertech Sportscar Championship                       |
| 2018 | Nicolas Lapierre Johannes van Overbeek Pipo Derani      | Ligier-Nissan DPi              | Weathertech Sportscar Championship                       |
| 2019 | Eric Curran Pipo Derani Felipe Nasr                     | Cadillac DPi-V.R               | Weathertech Sportscar Championship                       |
| 2020 | Jonathan Bomarito Ryan Hunter-Reay Harry Tincknell      | Mazda RT24-P                   | Weathertech Sportscar Championship                       |
| 2021 | Sébastien Bourdais Loïc Duval Tristan Vautier           | Cadillac DPi-V.R               | Weathertech Sportscar Championship                       |
| 2022 | Earl Bamber Neel Jani Alex Lynn                         | Cadillac DPi-V.R               | IMSA Sportscar Championship                              |
| 2023 | Jack Aitken Pipo Derani Alexander Sims                  | Cadillac V-LMDh                | IMSA Sportscar Championship                              |
| 2024 | Louis Delétraz Colton Herta Jordan Taylor               | Acura ARX-06                   | IMSA Sportscar Championship                              |
| 2025 | Felipe Nasr Nick Tandy Laurens Vanthoor                 | Porsche 963                    | IMSA Sportscar Championship                              |